# Джерело № 3 (Міжгір'я)
Джерело № 3 — гідрологічна пам'ятка природи місцевого значення. Об'єкт розташований на території Міжгірського району Закарпатської області, смт Міжгір'я.
Площа — 0,3 га, статус отриманий у 1984 році (Рішення Закарпатського Облвиконкому від 23.10.1984 р. № 253).
Охороняється джерело вуглекислої, гідрокарбонатно-натрієвої води. Загальна мінералізація - 0,92 г/л. Використовується для лікування захворювань органів травлення.